# Ева Воліцер
Ева Воліцер — болгарська актриса, співачка і режисер, професор Нового болгарського університету та театральний продюсер. Має понад 50 ролей у різних театрах, таких як драматичний театр Русе, мандрівний Софійський театр, театр «Сльоза і сміх», а також міжнародні концерти в Тель-Авіві, Відні, Ризі, США та інших. Вона була режисером більше 20 вистав з молодими акторами. Творець і продюсер театру «Галерея».

## Біографія
Єва Воліцер закінчила ВІТІЗ «Крястьо Сарафов» за спеціальністю акторське мистецтво у класі проф. Желчо Мандаджиєва і Крикора Азаряна .
2017 року проводить майстер-клас з акторами в Інституті театру і кіно Лі Страсбурга, Нью-Йорк.
У 2002—2003 роках виграє стипендію Фулбрайта в Нью-Йорку, де викладає акторську майстерність в Університеті Пейс і проводить дослідження сучасного американського театру. .
У 1996 році випустила альбом з 22 стародавніх єврейських пісень Ладіно, проданих по всьому світу.
Стає автором книги «Акторська майстерність. Шляхи освоєння», видану Новим Болгарським університетом (2010).
В даний час є директором приватного театру «Галерея» і професором акторської майстерності в Новому Болгарському університеті.

## Більш значні ролі в театрі

### Незалежний театр «Галерея»
- Ейвіс — «Водяне дзеркало» Лі Блесінг
- Хлоя — «Моя дорога леді». Горовиць
- Дора — «Люляки і паланчики» Ради Москової
- Журналістка — «Ключ» Костянтина Ілієва
- Меггі — «Портрет» Т. Хау
- Маргарет — «Подвійний дубль» K. Рійс
- Марсія — «Маляр» Д. Черчілль

### Державний театр «Сльоза і сміх»— Софія
- Ціпора — «Люди з валізами» Ханоха Левіна
- Піа — «Козячий острів» Уго Бетті
- Наречена — «Весілля» Бертольта Брехта
- Учителька танцю — «Три товстуни»
- Керрі — «Іграшки на стелі» Ліліан Хельман
- Ліллі Белл — «Дивна місіс Севідж» Дж. Патріка
- Смельська — «Таланти і прихильниці» Миколи Островського
- Гермія — «Примхи Маріани» Альфреда де Мюссе
- Донна Анна — «Дон Жуан» Макса Фріша
- Вікторія — «Мата Харі» Недялко Йорданова
- Студентка — «Кінець залишається для вас» Георгія Данаїлова

### Камерний театр при Спілці художників Болгарії
- Попова — «Ведмідь» Антона Чехова
- Наталія — «Пропозиція» Антона Чехова
- Люсі — «Сміх під шибеницею» Річардсона

### Софійський туристичний театр
- Марчела — «Субота, неділя, понеділок» Едуардо де Філіппо
- Баронеса фон Мюнхаузен — «Найчесніший» Г. Горіна
- Софія — «Чорні наречені» Г. Павлова

### Драматичний театр Русе
- Секретарка — «Година пік» Єжи Ставінського
- Леді Анна — «Річард III» Вільяма Шекспіра
- Ана — «Веселі Віндзорки» Вільяма Шекспіра
- Анна Вишневська — «Вигідне місце» Миколи Островського
- Вчителька — «Птахи нашої молодості» Іона Друца
- Лікарка — «Вільне місце на поїзді» Ст. Стайчева

### Моноспектаклі
- «Зізнаюсь, я живий» Пабло Неруди
- «Королеви ночі» П. K. Яворова
- «Відкрийте відкритий балкон» Фредеріко Гарсіа Лорка

## Фільмографія
- Викрасти життя 35,36,37,38 епізод.
- Контракт. Американське виробництво.
- Історія Софії
- Ешелон смерті
- Цей прекрасний зрілий вік
- Люди і боги (1979), 3 серії

Режисер студентських вистав в університетському театрі НБУ: \ t
- «Лиса співачка» — Євгена Іонеско 2018
- «Жарт у двох діях» — Антона Чехова 2017
- «Троянці» Евріпіда 2016
- Чарівна ніч 2015
- «Весело, як милиця» Річа Орлофа 2014
- «Скляний звіринець» Теннессі Вільямса 2013
- «33 припадки» А. П. Чехова 2012
- «Метаморфози» М.Цімермана 2011
- «Сон літньої ночі» В. Шекспіра 2010
- «Призначений для знесення» Т. Вільямса 2009
- Передмістя, Е. Богожіяна
- Дитя Купідона. В. Шекспіра
- Ведмідь і пропозиція, А. П. Чехова
- Я не буду платити, ми не будемо платити, Даріо
- Художній керівник і директор Молодіжної театральної студії "Св. Св. Кирила і Мефодія і Театра «Сльоза і сміх»

Брала участь у міжнародних фестивалях та виступах: Valansen — Франція; Роттердам і Альмело — Нідерланди; Тун — Швейцарія; Будинок Вітгенштейна — Відень; Аполонія, Діонісія, ГІТІС та ВГІК Москва, Болгарський культурний інститут Лондон, Болгарський культурний інститут Братислава, Болгарський культурний інститут Відень